# Sphecodes ituriensis
Sphecodes ituriensis är en biart som beskrevs av Blüthgen 1928. Sphecodes ituriensis ingår i släktet blodbin, och familjen vägbin. Inga underarter finns listade i Catalogue of Life.